# Antoni Byczkowski
Antoni Byczkowski (ur. 14 maja 1929 w Grzybnie) – polski inżynier rolnik, poseł na Sejm PRL IV kadencji.

## Życiorys
Uzyskał wykształcenie wyższe, z zawodu inżynier rolnik. W 1952 współtworzył Koło Łowieckie Głuszec w Kartuzach, był jego wieloletnim prezesem i łowczym. Był też sekretarzem Powiatowego Związku Kółek Rolniczych w Kartuzach. W 1965 uzyskał mandat posła na Sejm PRL w okręgu Gdynia z ramienia Zjednoczonego Stronnictwa Ludowego. W parlamencie zasiadał w Komisji Przemysłu Ciężkiego, Chemicznego i Górnictwa. W 1978 objął funkcję dyrektora oddziału Gminnej Spółdzielni w Kartuzach.